# Wolfgang Kuck
Pour les articles homonymes, voir Kuck.
Wolfgang Kuck est un joueur allemand de volley-ball né le 12 octobre 1967 à Wülfrath (Rhénanie-du-Nord-Westphalie). Il mesure 1,97 m et joue réceptionneur-attaquant. Il totalise 204 sélections en équipe d'Allemagne. Il est marié et a deux enfants.

## Clubs
| Club            | Pays      | De        | À         |
| --------------- | --------- | --------- | --------- |
| Bayer Wuppertal | Allemagne | 1988-1989 | 1999-2000 |
| Montpellier UC  | France    | 2000-2001 | 2002-2003 |
| Arago de Sète   | France    | 2003-2004 | 2003-2004 |
| Montpellier UC  | France    | 2004-2005 | 2005-2006 |
| Club Alès CVB   | France    | 2006-2007 | 2007-2010 |
| Narbonne Volley | France    | 2010-2011 | 2010-2011 |

## Palmarès
- Coupe des Coupes
  - Finaliste : 1996
- Coupe de France
  - Finaliste : 2004
- Championnat d'Allemagne (2)
  - Vainqueur : 1994, 1997
- Coupe d'Allemagne (1)
  - Vainqueur : 1995